# La mandragora (film 1928)
La mandragora (Alraune) è un film del 1928 diretto da Henrik Galeen e basato sul romanzo Alraune di Hanns Heinz Ewers pubblicato nel 1911. L'attrice Brigitte Helm interpretò due anni dopo lo stesso personaggio nel film Alraune la figlia del male.
Nel 1952, ne è stato fatto un ulteriore remake che in Italia venne distribuito sempre con il titolo La mandragora.

## Trama
Il professor Jakob ten Brinken è un ricercatore che è riuscito a creare degli animali artificiali. Il suo obbiettivo, adesso, è quello di scoprire se il ciclo di vita dell'uomo sia determinato dal patrimonio genetico o dall'ambiente in cui vive. Per studiarne la genesi, usa il seme di un assassino morto impiccato, fecondando una prostituta. Nasce così una bambina che viene allevata in maniera protetta, educata nel cristianesimo. La ragazza, che lui presenta come sua nipote, si dimostra però fredda e intrigante e, ormai adulta, gode a far perdere la testa agli uomini, spingendoli alla perdizione. Alla fine, si vendicherà anche del suo creatore.

## Produzione
Il film fu prodotto dalla Ama-Film GmbH.

## Distribuzione
Distribuito in Germania dalla Ama-Film GmbH, il film uscì nelle sale il 25 gennaio 1928. L'Ufa Film Company lo presentò negli Stati Uniti nel maggio 1928 in versione originale sottotitolata in inglese.